# ترجمة تتبعية
تَرْجَمَة تَتَبُّعِيَّة أَو تَرْجَمَة تَتابُعِيَّة أَو تَرْجَمَة مُتَتَالِيَة (بالإِنجِلِيزِيّة: Consecutive Translation) هِي عَملِيّة يقوِّم بِها المُترجِم بِنقل نصِّ مسمُوع مِن لُغة المصدِر إِلى نصِّ مسمُوع بلُغةٍ أُخرى بصَوت المُترجِم. وغالِباً ما يتوقّف المُتحدِّث عنِ الكلام لِبُرهة؛ لِيُتح لِلمُترجِم فُرصة نقل الكلام إِلى اللُّغة الأُخرى. ومن خِلال هذِه الطّريقة اِتّصف هَذا النّوع مِن التّرجمة بِالتّتبُّعِية. وعادةً يُستخدم هذا النّوع مِن التّرجمة فِي اللِّقاءات الرّسمِيّة، والعِلمِيّة، والمُؤتمِرات، والنّدوَات، والمُقابِلات، والزِّيارات الميدانِيّة، وحفلات التّرحِيب، وغيرِها مِن اللِّقاءات المُباشِرة الَّتِي تستدعِي نقل النَّصُّ المَسمُوع مِنْ لُغَةٍ إِلى أُخرَى.

## انظُر أيضاً
- ترجمة.
- ترجمة فورية.
- ترجمة حرفية.